# Aloe percrassa
Aloe percrassa là một loài thực vật có hoa trong họ Măng tây. Loài này được Tod. mô tả khoa học đầu tiên năm 1875.